# Kärleken (roman)
Kärleken är en roman av den svenske författaren Theodor Kallifatides, utgiven 1978 på Albert Bonniers Förlag.
Boken handlar om Laki Sarris, en grekisk invandrare och filosofilärare som plågas av att han inte kan välja mellan livet tillsammans med hustrun Lena och deras fyraårige son eller fullfölja sin förälskelse i den unga Li. Boken behandlar också existentiell vånda och utanförskap.
Boken filmatiserades 1980 i regi av Kallifatides, se Kärleken.
Romanen är en av titlarna i boken Tusen svenska klassiker (2009).

## Utgåvor
- Kallifatides, Theodor (1978). Kärleken: roman. Stockholm: Bonnier. Libris 7145888. ISBN 91-0-043653-4
- Kallifatides, Theodor (1979). Kärleken. Delfinserien, 0346-6574 ; 638 ([Ny utg.]). Stockholm: Bonnier. Libris 7146092. ISBN 91-0-044199-6
- Kallifatides, Theodor (1979) (på danska). Kærligheden. København: Gyldendal. Libris 7196040. ISBN 87-01-82501-1
- Kallifatides, Theodor (1979) (på finska). Rakkaus (2. pain.). Helsinki. Libris 7821181. ISBN 951-26-1612-2
- Kallifatides, Theodor (1980) (på grekiska). Aghapi. Athina: Kaktos. Libris 12324481
- Kallifatides, Theodor (1981) (på estniska). Armastus: romaan. Loomingu raamatukogu, 99-0525708-X ; 1981:34/35. Tallinn: Perioodika. Libris 285159
- (på engelska) Chinese science bulletin. Beijing: Science Press. 1989-. Libris 4023072
- Kallifatides, Theodor (1979) (på obestämt språk). Kärleken roman. Lund: Btj. Libris 11529772
- Kallifatides, Theodor (1980). Kärleken: roman. Bokklubben Svalan, 99-0120395-3 ([Ny utg.]). Stockholm: Bonnier. Libris 7145816. ISBN 91-0-043430-2
- Kallifatides, Theodor (1986) (på tyska). Sehnen nach Sehnsucht: Roman. rororo. Mann ; 8204 (1. Ausg.). Reinbek bei Hamburg: Rowohlt. Libris 5319336. ISBN 3-499-18204-1
- Kallifatides, Theodor (1994). Kärleken: roman. Bonnier pocket, 99-0307595-2 ([Ny utg.]). Stockholm: Bonnier. Libris 7149240. ISBN 91-0-055897-4
- Kallifatides, Theodor (2005). Kärleken ([Ny utg.] /förord: Eva Dahlström). Stockholm: En bok för alla. Libris 10016538. ISBN 91-7221-419-8
- Kallifatides, Theodor. (2006). Kärleken roman /. Lund: Btj. Libris 11520246
- Kallifatides, Theodor; Øvergaard Kirsti (2007) (på norska). Kjærligheten. Oslo: Bazar. Libris 10449231. ISBN 978-82-8087-221-0

### Fotnoter
1. ↑  ”Kärleken”. Libris.kb.se. http://libris.kb.se/hitlist?q=theodor+kallifatides+k%C3%A4rleken&r=&f=simp&t=v&s=rc&g=&m=25. Läst 5 februari 2013.
2. 1 2  Gradvall et al 2009, nr. 515
3. ↑  ”Kärleken”. Svensk Filmdatabas. http://sfi.se/sv/svensk-filmdatabas/Item/?itemid=7711&type=MOVIE&iv=Basic&ref=/templates/SwedishFilmSearchResult.aspx?id%3d1225%26epslanguage%3dsv%26searchword%3dk%C3%A4rleken%26type%3dMovieTitle%26match%3dIdentical%26page%3d1%26prom%3dFalse. Läst 13 maj 2013.